# ريبيكا درايسديل
ريبيكا درايسديل (بالإنجليزية: Rebecca Drysdale)‏ هي كاتبة سيناريو وممثلة أمريكية، ولدت في 1978 في أوهايو في الولايات المتحدة.

## وصلات خارجية
- ريبيكا درايسديل على موقع IMDb (الإنجليزية)
- ريبيكا درايسديل على موقع ألو سيني (الفرنسية)
- ريبيكا درايسديل على موقع أول موفي (الإنجليزية)
- ريبيكا درايسديل على موقع قاعدة بيانات الفيلم (الإنجليزية)
- ريبيكا درايسديل على موقع كينوبويسك (الروسية)